# Миколаївка (Новогродівська міська громада)
Микола́ївка — село Новогродівської міської громади Покровського району Донецької області, Україна.

## Загальні відомості
Відстань до адміністративного центру району становить 22 км і проходить автошляхом E50. Село межує із селами Маринівка та Бажане Покровського району Донецької області.
Село має 4 вулиці: Молодіжна, Центральна, Соборна (колишня Гагаріна), Миру (колишня Радянська). На північній околиці села розташований залізничний зупинний пункт № 10.

## Історія
Село Ебенталь засноване разом з іншими селами менонітської колонії Мемрик 1885 року.
Село налічувало 30 господарств, кожне з яких мало по 30 десятин землі. Загальна площа сільських угідь становила 900 десятин. Перші адаптаційні роки виявились для колоністів нелегкими. Земля, яку раніше не обробляли, була кам’янистою, твердою та сухою. Не отримуючи прибутків, селяни будували дешеве та просте житло.
Нелегкою справою став пошук води. Лише після кількох невдалих спроб поселенці змогли викопати дешевий громадський колодязь. З часом ситуація поліпшилася, і кожен мешканець міг мати власний колодязь. На північній околиці поселення працював вітряний млин.
Першу школу звели у центрі села 1888 року, а 1922 року вона стала середньою школою. Спочатку в школі налічувалось 30 учнів, які навчались у двох класних кімнатах. Згодом у селі збудували більшу будівлю на 10 класних кімнат. Таким чином, Ебенталь став головним культурним центром тих часів.
Після розбудови школи в ній навчалося 900 учнів у дві зміни. Споруда кілька разів перебудовувався, було зроблено кілька добудов.У наш час в будинку розмістилася крамниця.
1894 року радянська влада змінила назву Ебенталь на Миколаївку.
7 (20) листопада 1917 року, відповідно до Третього Універсалу Української Центральної Ради, увійшло до складу Української Народної Республіки.
16.08.2024 окуповане рф.

## Населення
| Рік  | Кількість населення |
| ---- | ------------------- |
| 1911 | 209                 |
| 1919 | 285                 |
| 1926 | 353/320 німці       |

### Мова
Розподіл населення за рідною мовою за даними перепису 2001 року:
| Мова            | Кількість | Відсоток |
| --------------- | --------- | -------- |
| російська       | 419       | 52.05%   |
| українська      | 382       | 47.45%   |
| білоруська      | 1         | 0.13%    |
| інші/не вказали | 3         | 0.37%    |
| Усього          | 805       | 100%     |

За даними перепису 2001 року населення села становило 805 осіб, із них 47,45 % зазначили рідною мову українську, 52,05 % — російську та 0,12 % — білоруську мову.

## Герб
Щит двічі перетятий лазуровим, зеленим і чорним. У першій частині сходить золоте сонце без зображення обличчя, що випускає такі ж промені. У третій частині золоті літери «XIX». Поверх всього золотий паросток із нижніми золотим листям і верхнім зеленим.
Затверджено 9 квітня 2002 року, автори - О.І. Киричок, І.О.Киричок.